# The Invincibles (bóng đá)

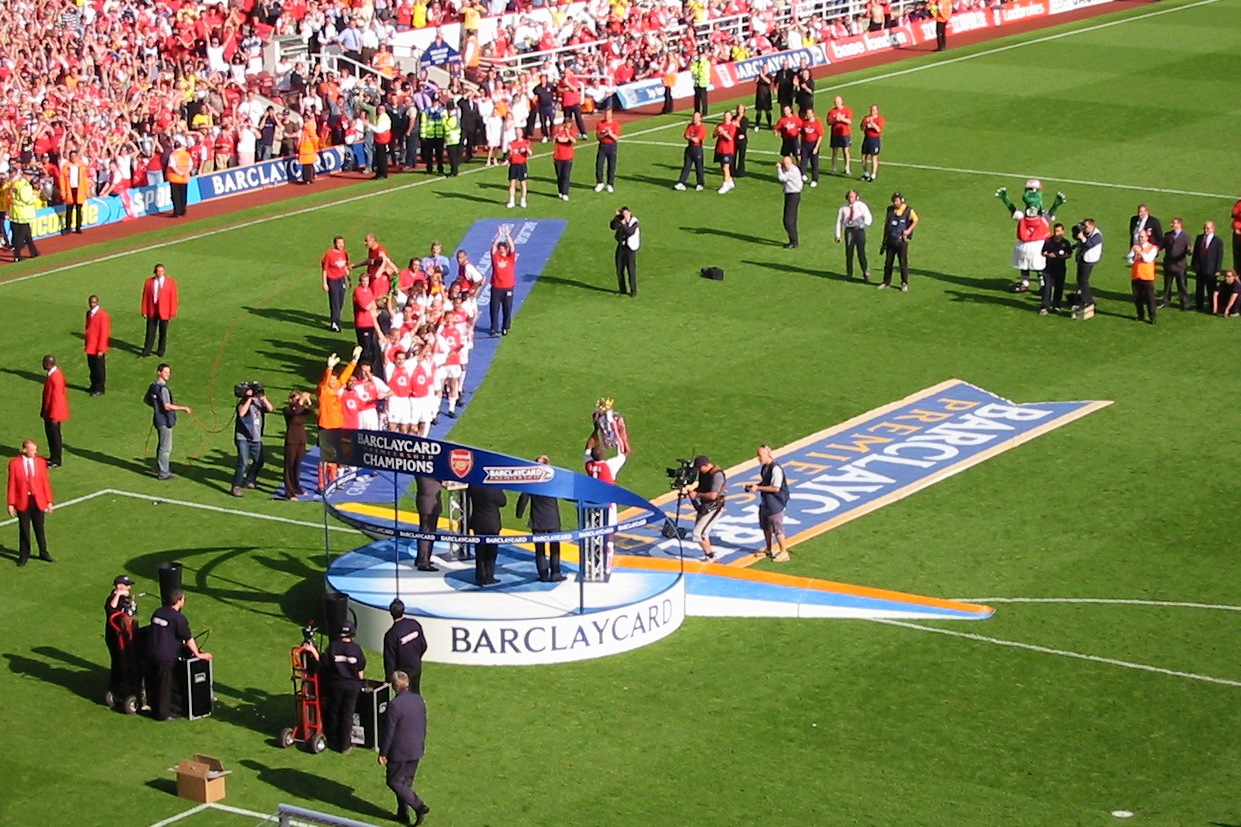
Đội trưởng Patrick Vieira của Arsenal trao cúp Premier League tại Highbury sau khi đánh bại Leicester City 2-1 để vô địch giải đấu bất bại

Trong bóng đá Anh, thuật ngữ "The Invincibles" được sử dụng để chỉ đội hình Preston North End trong thập niên 1880 của huấn luyện viên William Sudell và đội hình Arsenal trong mùa giải 2003-04 của huấn luyện viên Arsène Wenger. Cả hai đội đều sở hữu biệt danh này sau khi hoàn thành chuỗi bất bại trong một mùa giải bóng đá Anh, đội hình Preston thậm chí còn bất bại trong cả giải đấu cúp trong cùng một mùa.